# Édouard Le Roy
Édouard Louis Emmanuel Julien Le Roy, född den 18 juni 1870, död den 9 november 1954, var en fransk filosof.
Le Roy blev medlem av Institutet 1919 och professor vid Collège de France 1921. År 1945 blev han ledamot av Franska akademien. Han började som matematiker; som filosof anslöt han sig till den riktning inom den franska filosofin, vars ryktbaraste målsman var Bergson. Sina kunskapsteoretiska åsikter framställde i en rad uppsatser under titeln Science et philosophie (i "Revue de métaphysique" 1899, 1900) och förfäktade dem sedan gång på gång som uttryck för en ny, mera kritisk positivism. Le Roy skiljer mellan tre olika sätt att fatta verkligheten: 1. vardagsuppfattningens, som bestäms av behoven i vårt kroppsliga och sociala liv; 2. naturvetenskapens, som med sitt diskursiva tänkande ytterligare tjänar samma syfte; och 3. filosofins, som, utgående från vårt eget inre liv, har att genom intuition söka omedelbart uppfatta den levande verkligheten. Detta är inte skilda kunskapsområden, utan olika sätt att orientera sig inom verkligheten, vilka i vår själsutveckling följer efter varandra, fram emot ett allt djupare mänskligt liv. Men som romersk katolik ser Le Roy först i religionen krönet av den andliga byggnaden. Därför begagnar han intuitionsteorins resurser för att utveckla en religionsfilosofi, i vilken han betraktar de katolska dogmerna inte som teoretiska lärosatser, utan som principer för vårt moraliska liv. Han stannar emellertid inte vid kritik av otron eller vantron, utan söker även på religionspsykologins och religionshistoriens grundvalar bygga upp en pragmatisk teologi och behandlade bland annat Le probléme de Dieu (i "Revue de métaphysique" 1907).